# Kiihtelysvaara

Wappen der ehemaligen Gemeinde Kiihtelysvaara

Kiihtelysvaara [ˈkiːhtɛlysˌʋɑːrɑ] ist ein Ort und eine ehemalige Gemeinde in der Landschaft Nordkarelien im Osten Finnlands. Verwaltungsmäßig gehört Kiihtelysvaara seit 2005 zur Stadt Joensuu, zuvor hatte es eine eigene Gemeinde gebildet.
Das Kirchdorf Kiihtelysvaara liegt im ländlich geprägten Osten des sehr weitläufigen Stadtgebiets von Joensuu mitten im karelischen Hügelland (Vaara Karjala) knapp 30 Kilometer südöstlich des Stadtzentrums. Die Gemeinde Kiihtelysvaara umfasste neben dem Hauptort ein Gebiet von 530 km² mit den Dörfern Heinävaara, Huhtilampi, Keskijärvi, Oskola, Palo, Röksä und Uskaljärvi. Zuletzt hatte sie knapp 2.700 Einwohner.

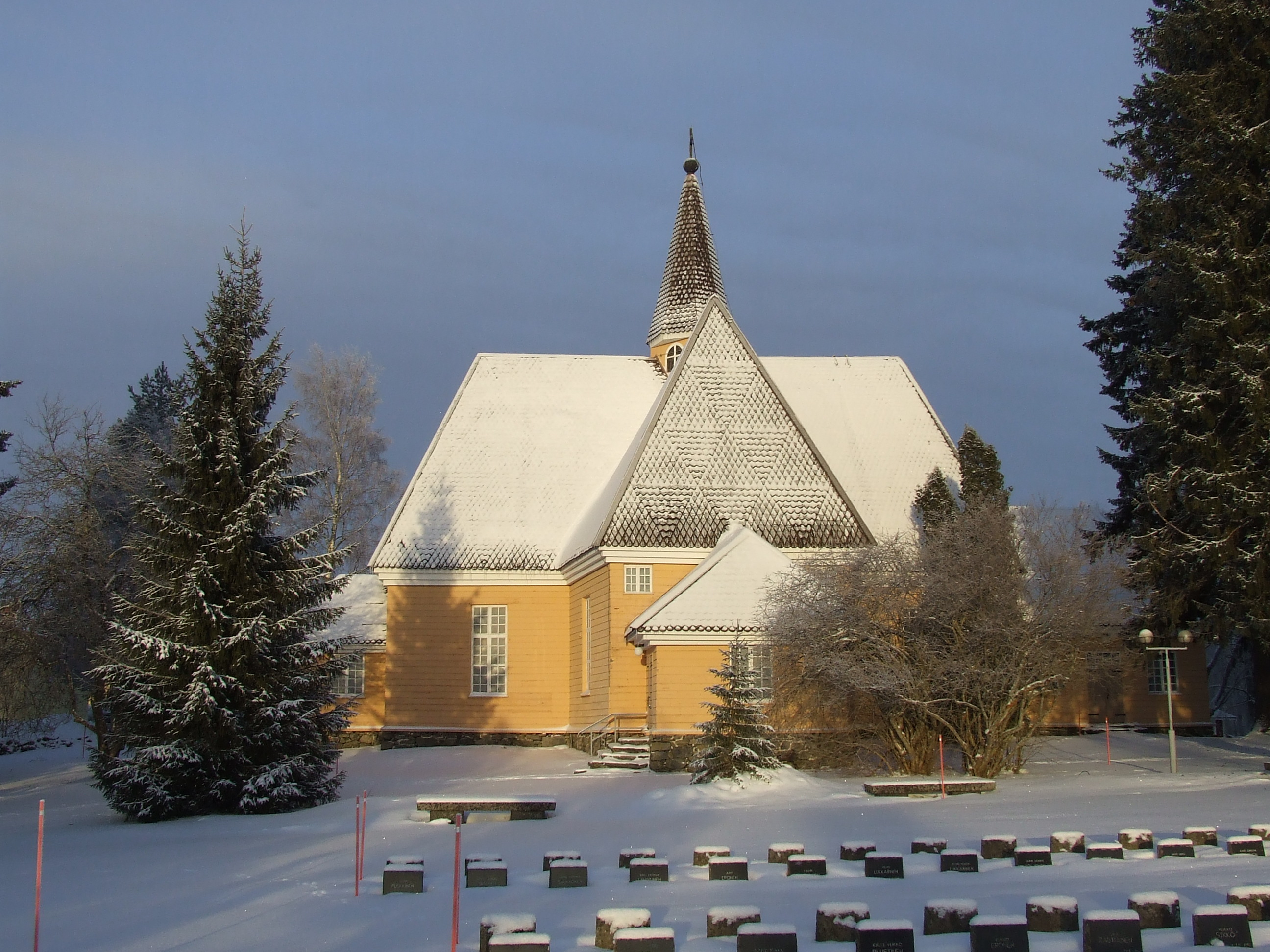
Die Kirche von Kiihtelysvaara (2014)

Der Name Kiihtelysvaara setzt sich zusammen aus den Wörtern kiihtelys, einer alten Maßeinheit für 40 Eichhörnchenfelle (die früher in Finnland als Währung dienten), und vaara für die in Nordkarelien typischen Hügel. Das Wappen der ehemaligen Gemeinde verweist auf den Namen Kiihtelysvaara und zeigt im schwarzen Feld vier silberne Eichhörnchenfelle. Ursprünglich war Kiihtelysvaara eine Kapellengemeinde des Kirchspiels Tohmajärvi. 1857 machte sich Kiihtelysvaara als eigene Gemeinde selbstständig. Bis 1925 gehörte auch Pyhäselkä zu Kiihtelysvaara. Zum Jahresbeginn 2005 wurde Kiihtelysvaara zusammen mit der Nachbargemeinde Tuupovaara in die Stadt Joensuu eingemeindet.
Die hölzerne Kirche von Kiihtelysvaara stammte aus dem Jahr 1770. Sie brannte im Jahr 2018 vermutlich infolge von Brandstiftung nieder.

## Persönlichkeiten
- Ilpo Tapani Piirainen (1941–2012), Germanist
- Jukka Hartonen (* 1969), Skilangläufer